# Edgar Prib
Edgar Prib (ur. 15 grudnia 1989 w Nieriungri) – niemiecki piłkarz pochodzenia rosyjskiego występujący na pozycji pomocnika. Zawodnik klubu Hannover 96.

## Kariera
Prib treningi rozpoczął w 1996 roku w zespole SpVgg Greuther Fürth. W 2008 roku został włączony do jego rezerw, występujących w Regionallidze Süd. W 2009 roku dołączył zaś do pierwszej drużyny Greuther Fürth, grającej w 2. Bundeslidze. Zadebiutował w niej 8 sierpnia 2009 roku w przegranym 1:2 pojedynku z 1. FC Kaiserslautern. 19 września 2009 roku w wygranym 4:0 spotkaniu z Rot-Weiß Oberhausen strzelił pierwszego gola w 2. Bundeslidze. W 2012 roku wywalczył z klubem awans do Bundesligi.